# David Hartley

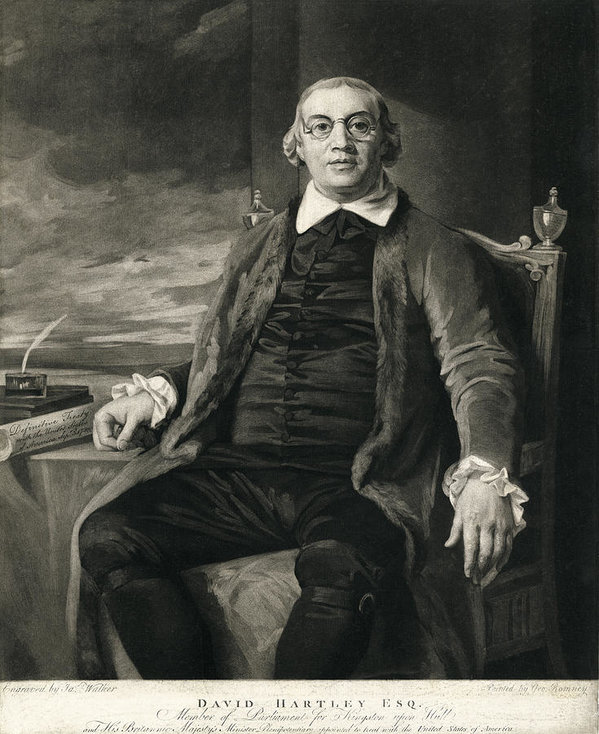
David Hartley

David Hartley (* 8. August 1705 in Halifax; † 28. August 1757 in Bath) war ein englischer Philosoph und Psychologe. Hartley war Begründer der Assoziationspsychologie.

## Seine Assoziationslehre
Ausgehend von der Beobachtung, dass Empfindungen auch andauern können, wenn der Reiz bereits entfernt ist (wie beim Schmerzempfinden), nahm Hartley an, dass Nerven weiter schwingen und diese Schwingungen die Empfindung erzeugen. Dies geschieht in Analogie zur Schwingungslehre von Isaac Newton. Neben den Empfindungen gibt es eine zweite Klasse von Elementen, die Vorstellungen. Diese beiden Klassen zusammen können den Aufbau der geistigen Strukturen erklären.
Sein Hauptwerk Observations on Man, his Frame, his Duty and his Expectations erschien 1749.

## Schriften (Auswahl)
- Observations on Man, his Frame, his Duty and his Expectations. 2 Teile, London 1749 (Teil 1, Teil 2).